# Berrien County, Michigan
Berrien County är ett administrativt område i delstaten Michigan, USA, med 156 813 invånare. Den administrativa huvudorten (county seat) är St. Joseph.

## Geografi
Enligt United States Census Bureau har countyt en total area på 4 096 km². 831 km² av den arean är land och 2 617 km² är vatten.

### Angränsande countyn
- Van Buren County - nord, nordost
- Cass County - öst
- St. Joseph County, Indiana - sydost
- LaPorte County, Indiana - syd
- Porter County, Indiana - sydväst
- Cook County, Illinois - väst
- Lake County, Illinois - nordväst

### Orter
- Benton Harbor
- Berrien Springs
- Bridgman
- Buchanan
- Coloma
- New Buffalo
- Niles (delvis i Cass County)
- St. Joseph (huvudort)
- Watervliet